# John Russell, 13. Duke of Bedford

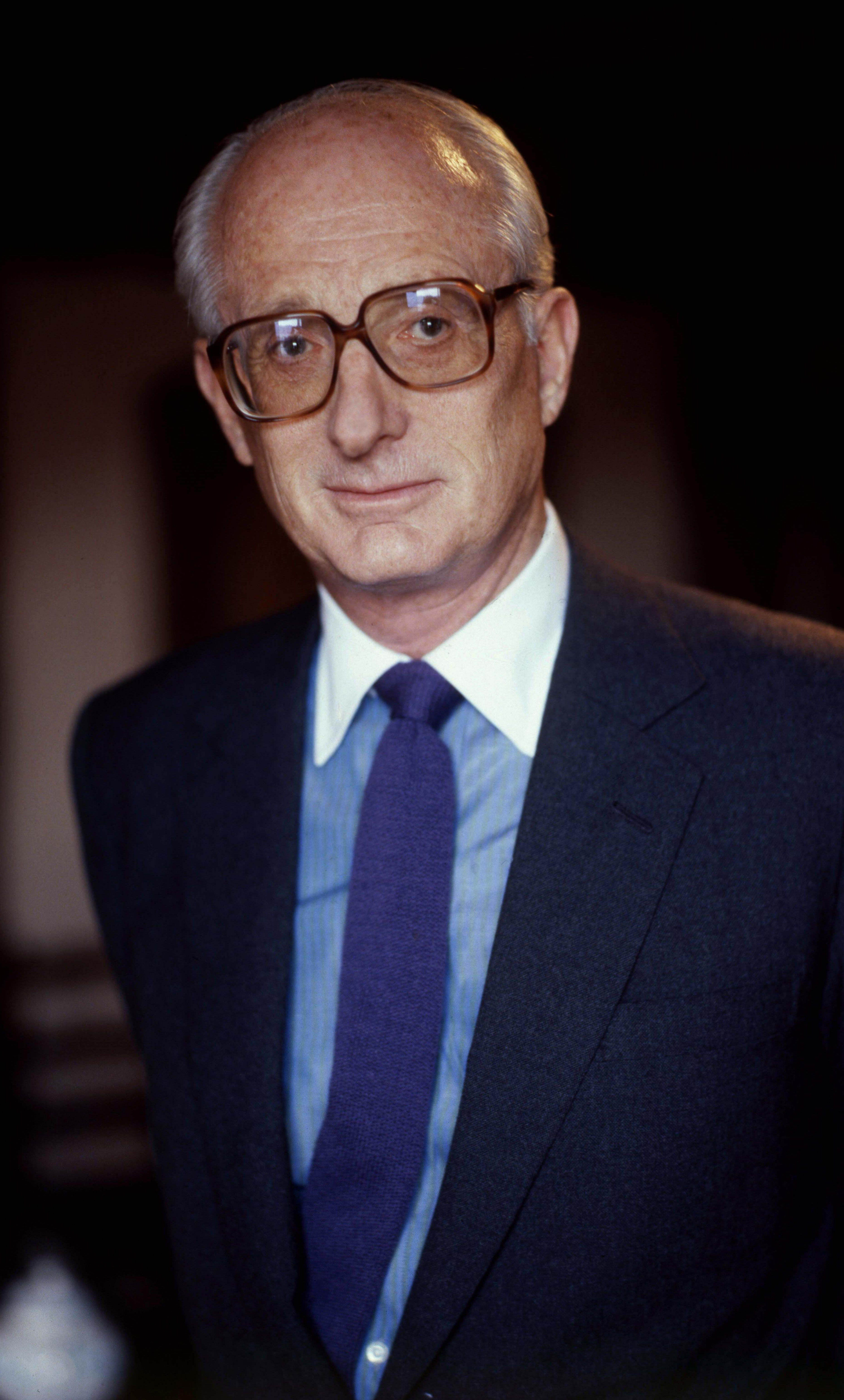
John Russell, 13. Duke of Bedford

John Ian Robert Russell, 13. Duke of Bedford (* 24. Mai 1917 in London; † 25. Oktober 2002 in Santa Fe, New Mexico) war ein britischer Peer und Schriftsteller.

## Leben und Werk
Russell war der ältere Sohn des Hastings Russell, 12. Duke of Bedford, aus dessen Ehe mit Louisa Whitwell. Als Heir apparent seines Vaters führte er zunächst den Höflichkeitstitel eines Lord Howland und von 1940 bis 1953 den eines Marquess of Tavistock.
Er wurde von Privatlehrern erzogen. Er trat 1939 als Private der Coldstream Guards in die British Army ein und kämpfte im Zweiten Weltkrieg, bis er 1940 verwundet wurde und als Invalide aus dem Armeedienst ausschied. Danach wandte er sich dem Journalismus zu und war ab 1940 als Reporter für den Daily Express tätig.
Mit dem Tod seines Vaters erbte er 1953 dessen Adelstitel als 13. Duke of Bedford, 13. Marquess of Tavistock, 17. Earl of Bedford, 18. Baron Russell, 15. Baron Russell of Thornhaugh und 13. Baron Howland, sowie den damals damit verbundenen Sitz im House of Lords. Er gehörte zu den erblichen Peers die 1999 gewählt wurden, auch nach Inkrafttreten des House of Lords Act 1999 im House of Lords zu verbleiben und hatte den Sitz bis zu seinem Tod, 2002, inne.
Er schrieb folgende Bücher:
- A Silver-Plated Spoon (1959)
  - deutsch: Es ist nicht alles Gold, was glänzt: Ein Aristokratenleben in unserer Zeit, aus dem Englischen von Ursula Prinzessin zu Hohenlohe; Econ-Verlag, Wien/Düsseldorf 1968
- The Duke of Bedford’s Book of Snobs (1965)
  - deutsch: Traktat über die feine britische Art: Das Buch der Snobs, aus dem Englischen von Ursula Prinzessin zu Hohenlohe, mit Zeichnungen von H. E. Köhler; Fischer Bücherei, Frankfurt am Main/Hamburg 1970
- The Flying Duchess (1968)
- How to Run a Stately Home (1971)

## Ehen und Nachkommen
In erster Ehe heiratete er im April 1939 die Witwe Clare Gwendolyn Hollway (geb. Bridgman, 1907–1945). Mit ihr hatte er zwei Söhne:
- Henry Robin Ian Russell, 14. Duke of Bedford (1940–2003);
- Lord Rudolf Russell (* 1944), ⚭ 1989 Farah Mogaddam.

In zweiter Ehe heiratete er im Februar 1947 die Witwe Hon. Lydia Lyle (geb. Yarde-Buller, 1917–2006), Tochter des 3. Baron Churston. Aus dieser Ehe, die 1960 geschieden wurde, hatte er einen Sohn:
- Lord Francis Hastings Russell (* 1950), ⚭ (1) 1971 Faith Diane Carrington, ⚭ (2) 1996–2007 Sarah Jane Clemence.

In dritter Ehe im September 1960 ehelichte er die Witwe Nicole Charlotte Pierette Milinaire (geb. Schneider, * 1920). Diese Ehe blieb kinderlos.